# Sit pardalenc de Baird
El sit pardalenc de Baird (Centronyx bairdii) és un ocell de la família dels passerèl·lids (Passerellidae).

## Hàbitat i distribució
Habita les praderies d'herba mixta i les de festuca més humides, arbusts dispersos i vegetació baixa del sud de Canadà i nord dels Estats Units, des del sud-est d'Alberta, sud de Saskatchewan i sud de Manitoba, cap al sud fins al centre i est de Montana i sud de Dakota del Sud, sud-est de Dakota del Nord i oest de Minnesota.
Migra des del seu hàbitat de reproducció estival, les praderies d'herbes altes del centre nord dels Estats Units i del centre sud del Canadà, per passar l'hivern al nord de Mèxic i l'extrem sud dels Estats Units prop de Texas. Gràcies a aquest comportament migratori, es pot veure a tota la part del mig oest dels Estats Units durant les temporades migratòries, però amb més freqüència es pot trobar a Dakota del Nord, Dakota del Sud, Minnesota, Montana i el Canadà durant l'estiu.
L'estat de disminució d'aquest hàbitat posa en perill molts animals els estils de vida dels quals depenen d'aquests ecosistemes. Les terres amb vegetació llenyosa i terres conreades generalment no són un entorn adequat perquè els pardals de Baird prosperin.

## Descripció
El sit pardalenc de Baird es pot identificar com un petit pardal amb ratlles marrons. La cara és de color groc-marró amb subtils marques negres. Aquests ocells tenen petites ratlles marrons al pit. Aquesta espècie es pot distingir de les altres per lluir una àmplia franja central al cap que és de color ocre. Els juvenils presenten una coloració similar però sovint tenen més ratlles. La mida adulta és semblant tant per a mascles com per a femelles, no hi ha dimorfisme sexual. Els adults fan generalment uns 12 cm i pesen entre 17 i 21 g ); l'envergadura alar sol ser d'uns 23 cm.
Són més grossos que el sit pardalenc de LeConte i no presenten coloració taronja a la cara. Exhibeixen una coloració i un dibuix molt similars als sit pardalenc de Henslow però no tenen coloració verda a la cara. El sit pardalenc de praderia té més ratlles i té una marca blanca addicional al cap.
El sit pardalenc de Baird s'alimenta a terra, agafant insectes i llavors d'herba.

## Estat de conservació i amenaces
Hi ha certa preocupació per l'estat de conservació del sit pardalenc de Baird; el nombre d'individus es redueix en comparació amb els nombres històrics tot i que l'espècie està inclosa a la Llista Vermella de la UICN sota la categoria de "risc mínim". Mantenir l'hàbitat original és important per a aquesta espècie perquè la recreació d'hàbitat artificial no és l'adequada. La fragmentació pot provocar condicions adverses, inclòs un augment del parasitisme dels nius.

## Reproducció/cicle vital
El sit pardalenc de Baird nia a terra a les depressions o a les herbes. Aquests nius solen estar fets d'herba i consten de dues capes, amb un material més fi a l'interior. Aquests ocells nidifiquen en petites colònies soltes. La mida normal d'una posta és de dos a sis ous blancs i grisos amb taques marrons. Aquests ocells són altricials i depenen de la cura dels pares per sobreviure després de l'eclosió.
Les poblacions reproductores de sit pardalenc de Baird fluctuen d'any en any. És probable que això sigui el resultat d'un entorn variable que inclou factors com els incendis forestals, la sequera i el moviment de ramats de bisons americans. Quan s'enfronten a un perill o a un potencial depredador, els sits pardalenc de Baird poden evadir els enemics corrent a peu en lloc de volar.

## Taxonomia
El sit pardalenc de Baird va ser descrit per primera vegada a Dakota del Nord l'any 1844 per John James Audubon i no es va fer cap altre registre d'aquesta espècie fins passats 29 anys després del seu descobriment. Va rebre el nom del naturalista nord-americà Spencer Fullerton Baird.
A l'espera d'estudis genètics que ho confirmin i tot i que la nova seqüència proposada pot no ser perfecta, que sens dubte representa millor les relacions d'aquest grup que amb l'anteriorment assignat a Ammodramus i que, d'altra manera, seria polifilètic (Klicka et al. 2014; NACC 2019-B-9), a partir de l'any 2020 es recupera el gènere Centronyx per a dues espècies (Centronyx bairdii i Centronyx henslowii) en un clade que és germà de Passerculus.